# Montboyer
Montboyer é uma comuna francesa na região administrativa da Nova Aquitânia, no departamento de Charente. Estende-se por uma área de 26,79 km². Em 2010 a comuna tinha 338 habitantes (densidade: 12,6 hab./km²).